# Daniel Gélin
Daniel Yves Alfred Gélin (Angers, 9 de maig de 1921-París, 29 de novembre de 2002) va ser un actor teatral i cinematogràfic francès, a més d'ocasional director i guionista.

## Biografia
Nascut en Angers, França, els seus pares eren Yvonne Le Méner i Alfred Ernest Joseph Gélin. Quan ell tenia deu anys d'edat, la seva família es va mudar a Sant-Maloù. Allí Gélin va cursar estudis fins a ser expulsat a causa del seu comportament, aconseguint el seu pare que després treballés en una botiga venent llaunes de peix.

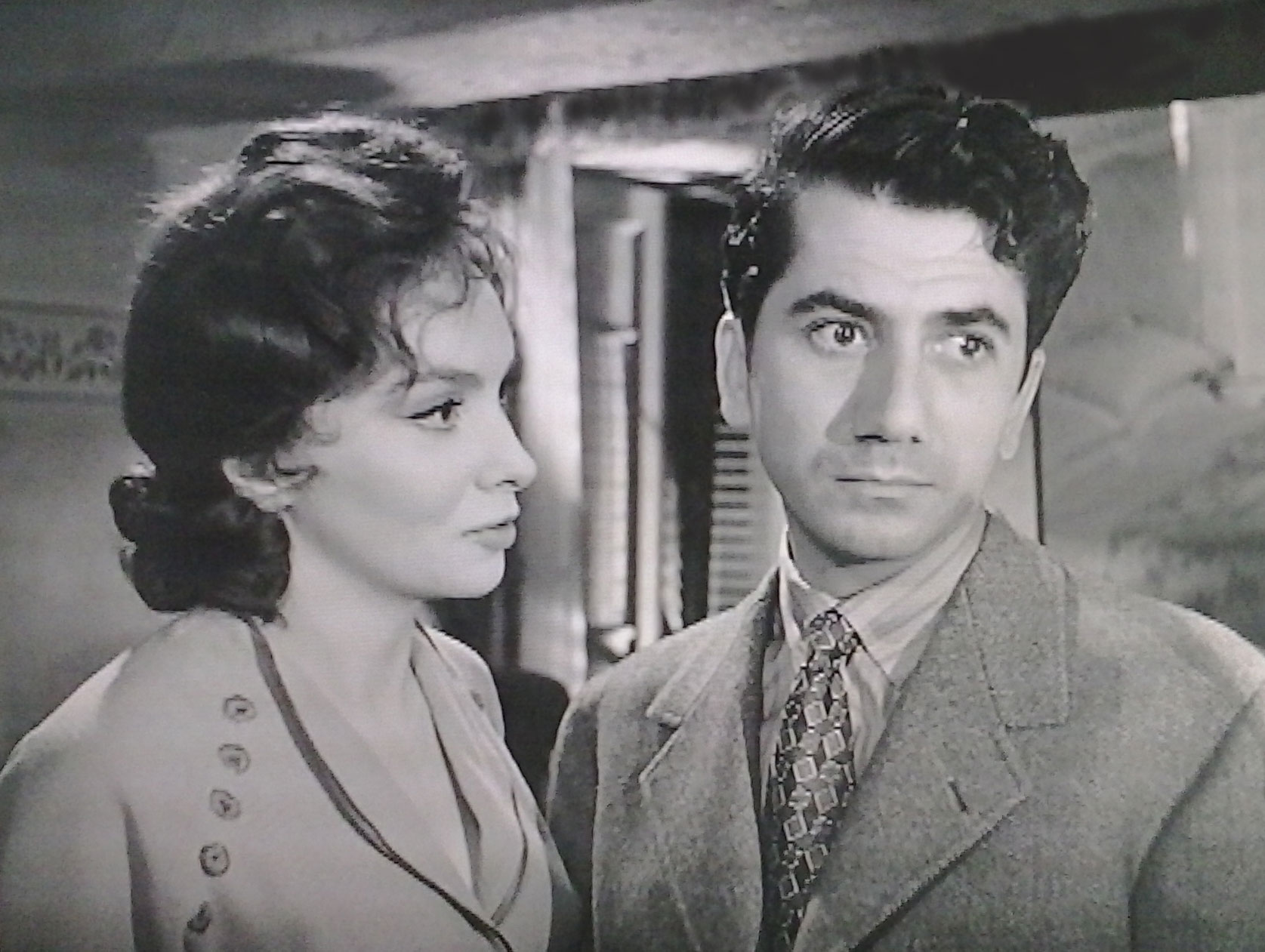
Gina Lollobrigida i Daniel Gélin en un fotograma de la pel·lícula de 1954 La romana, de Luigi Zampa (1905-1991).

Gélin va tenir l'oportunitat de veure el rodatge del film de Marc Allegret Entrée des artistes, i això va motivar que viatgés a París amb la finalitat de preparés per a iniciar la carrera d'actor. Va estudiar en els cursos d'art dramàtic de René Simon d'aquesta ciutat abans d'entrar en el Conservatori Nacional d'Art Dramàtic, centro en el qual va conèixer a Louis Jouvet, iniciant posteriorment la seva trajectòria com a actor teatral. El seu primer treball al cinema va arribar en 1940 amb el film Miquette, i al llarg de diversos anys va actuar com a extra o fent petits papers en pel·lícules rodades a França. D'aquesta època destaca la seva participació en la pel·lícula de Jean Gabin i Marlene Dietrich Martin Roumagnac (1946).
El seu primer paper protagonista va arribar en 1949 amb Rendez-vous de juillet. En total, al llarg de la seva trajectòria va treballar en més de 150 films, entre ells els dirigits per Max Ophüls La ronda (1950) i Le Plaisir (1952), els de Sacha Guitry Si Versailles m'était conté (1954) i Napoléon (1955), el d’Alfred Hitchcock L'home que sabia massa (1956), el de Jean Cocteau El testament d'Orfeu (1960), i altres destacades cintes com Le Souffle au cœur (1971) i La Nuit de Varennes (1982).
Gélin va ser un protagonista del cinema francès durant la dècada de 1950, però la seva carrera va decaure amb l'arribada de la Nouvelle vague. Va treballar al teatre durant diversos anys, però més tard va trobar un nou èxit a la pantalla com a actor de personatges. Va aparèixer àmpliament en pel·lícules i produccions de televisió franceses des dels anys 70 fins a la seva mort, sovint interpretant personatges cínics o vells malhumorats.

## Vida personal
El 1946, Gélin es va casar amb l'actriu Danièle Delorme amb qui va tenir un fill, actor, director i productor Xavier Gélin. Es van divorciar el 1954. Mentre encara estava casat amb Delorme, va tenir una aventura amb la model Marie Christine Schneider, de 17 anys, que va tenir una filla, Maria Schneider. A causa de la seva condició d'home casat, Gélin no va poder reconèixer a Maria com la seva filla. Va visitar la nena diverses vegades, però finalment va trencar la seva relació amb la seva mare. Maria Schneider i Daniel Gélin es van tornar a connectar quan tenia setze anys i van venir a visitar-lo. Van romandre en contacte, tot i que la seva relació era irregular.
Gélin es va casar amb la model Sylvie Hirsch des de 1954 fins al seu divorci el 1968. Aquest matrimoni va tenir tres fills: Pascal (que va morir a l'edat d'un any), Fiona, i Manuel, aquests dos últims també actors. El 1973 es va casar amb Lydie Zaks, amb qui va tenir una filla, Laura.
Daniel Gélin va morir en París, França, en 2002, a causa d'una insuficiència renal. Va ser enterrat al Cementiri de Rocabey, en Sant-Maloù.

## Filmografia

### Actor
Llargmetratges
- 1940 : Miquette de Jean Boyer
- 1940 : Soyez les bienvenus de Jacques de Baroncelli
- 1940 : Les Surprises de la radio de Marcel Paul (à confirmer)
- 1941 : Premier Rendez-vous d'Henri Decoin – M. Chauveau-Laplace
- 1942 : Les Cadets de l'océan de Jean Dréville – Philippe Dermantes
- 1942 : L'assassin habite au 21 d'Henri-Georges Clouzot
- 1942 : Les Inconnus dans la maison d'Henri Decoin
- 1943 : Lucrèce de Léo Joannon
- 1943 : Les Petites du quai aux fleurs de Marc Allégret
- 1946 : La Tentation de Barbizon de Jean Stelli – Michel
- 1945 : Un ami viendra ce soir de Raymond Bernard – Pierre Ribault
- 1946 : La Fille du diable d'Henri Decoinr)
- 1946 : La Nuit de Sybille de Jean-Paul Paulin – Stany
- 1946 : Martin Roumagnac de Georges Lacombe – Le surveillant
- 1946 : La Femme en rouge de Louis Cuny – Saladin
- 1946 : Ouvert pour cause d'inventaire - film inédit d'Alain Resnais
- 1947 : Miroir de Raymond Lamy – Charles
- 1947 : Le Mannequin assassiné de Pierre de Hérain – Léopold
- 1948 : Le Paradis des pilotes perdus de Georges Lampin – Le lieutenant Villeneuve
- 1949 : Rendez-vous de juillet de Jacques Becker – Lucien Bonnard
- 1950 : Dieu a besoin des hommes de Jean Delannoy – Joseph Le Berre
- 1950 : La ronda de Max Ophüls – Alfred
- 1950 : Édouard et Caroline de Jacques Becker – Édouard Mortier
- 1950 : Traité de bave et d'éternité - film experimental a partir d'arxius d'Isidore Isou
- 1951 : Les Mains sales de Fernand Rivers – Hugo Barine
- 1951 : Une histoire d'amour de Guy Lefranc – Jean Bompart
- 1952 : Adorables Créatures de Christian-Jaque – André Noblet
- 1952 : Le Plaisir de Max Ophüls, sketch : « Le Modèle » – Jean
- 1952 : Les Dents longues de Daniel Gélin – Louis Commandeur - (també director i guionista)
- 1952 : Rue de l'Estrapade de Jacques Becker – Robert
- 1952 : La Minute de vérité de Jean Delannoy – Daniel Prévost
- 1953 : La voce del silenzio de Georg Wilhelm Pabst – Francesco Ferro
- 1953 : L'Esclave d'Yves Ciampi – Michel Landa
- 1953 : La neige était sale de Luis Saslavsky – Franck Friedmayer
- 1953 : Sangre y luces de Georges Rouquier i Ricard Muñoz Suay– Ricardo Garcia
- 1953 : Si Versailles m'était conté… de Sacha Guitry – Jean Collinet
- 1954 : Les Amants du Tage d'Henri Verneuil – Pierre Roubier
- 1954 : L'Affaire Maurizius de Julien Duvivier – Léonard Maurizius
- 1954 : Opinione publica de Maurizio Corgnati
- 1954 : La romana de Luigi Zampa
- 1954 : Allegro squadrone de Paolo Moffa – Frédéric d'Héricourt
- 1955 : Napoléon de Sacha Guitry – Bonaparte
- 1955 : Paris Canaille (o Paris coquin) de Pierre Gaspard-Huit – Antoine du Merlet
- 1956 : Bonsoir Paris, bonjour l'amour de Ralph Baum – Georges Bernier
- 1956 : Je reviendrai à Kandara de Victor Vicas – Bernard Cormière
- 1956 : En effeuillant la marguerite o Mademoiselle Strip-tease de Marc Allégret– Daniel Roy
- 1956 : L'home que sabia massa d'Alfred Hitchcock – Louis Bernard
- 1957 : Charmants Garçons d'Henri Decoin – Alain Cartier
- 1957 : Retour de manivelle de Denys de La Patellière – Robert Montillon
- 1957 : Trois Jours à vivre de Gilles Grangier – Simon Belin
- 1957 : Mort en fraude de Marcel Camus – Paul Horcier
- 1958 : Suivez-moi jeune homme de Guy Lefranc – Michel Corbier
- 1958 : La Fille de Hambourg d'Yves Allégret – Pierre
- 1958: Ce corps tant désiré de Luis Saslavsky – Guillaume Féraud
- 1959 : Cartagine in fiamme de Carmine Gallone – Phégor
- 1959: Julie la rousse de Claude Boissol – Édouard Lavigne i Jean Lavigne
- 1959: El testament d'Orfeu de Jean Cocteau – L'intern
- 1959: Le tre eccetera del colonello de Claude Boissol – Le lieutenant Villard
- 1960 : La Morte-Saison des amours de Pierre Kast – Jacques Saint-Ford
- 1960: La Proie pour l'ombre d'Alexandre Astruc – Éric
- 1960: Réveille-toi chérie de Claude Magnier – Claude Masure
- 1960: Le Jour le plus long (The longest day) de Ken Annakin – scènes coupées au montage
- 1961 : Dans la gueule du loup de Jean-Charles Dudrumet : Un drogat
- 1961: Les Petits Matins o Mademoiselle stop de Jacqueline Audry – Le comédien
- 1962 : Règlements de comptes o Peur panique de Pierre Chevalier – Nicky
- 1963 : Tre piger i Paris de Gabriel Axel – Raymond
- 1963: Vacances portugaises de Pierre Kast – Daniel
- 1963: Cherchez l'idole de Michel Boisrond – Lui-même
- 1964 : La Bonne Soupe de Robert Thomas – Raymond
- 1964: L'Heure de la vérité d'Henri Calef – David
- 1964: El niño y el muro d'Ismael Rodríguez
- 1965 : Compartiment tueurs de Costa-Gavras – Le vétérinaire
- 1965: Zwei girls von roten stern de Sammy Drechsel
- 1965: Die zeugin aus der holle de Zica Mitrovic – Bora Pétrovic
- 1966 : PEs crema París? de René Clément – Yves Bayet
- 1966: Les Sultans de Jean Delannoy – Léo
- 1966: La Ligne de démarcation de Claude Chabrol – Le docteur Lafage
- 1966: À belles dents de Pierre Gaspard-Huit – Bernard
- 1966: Soleil noir de Denys de La Patellière – Guy Rodier
- 1967 : Le Mois le plus beau de Guy Blanc – Le capitaine du génie
- 1968 : La Trêve - Film inèdit - de Claude Guillemot – Arno
- 1968: Hallucinations sadiques de Jean-Pierre Bastid – Charles
- 1969 : Slogan de Pierre Grimblat – Le père d'Évelyne
- 1969 : Détruire, dit-elle de Marguerite Duras – Bernard
- 1969 : La Servante de Jacques-Paul Bertrand – Le docteur Robert Marbois
- 1971 : Le Souffle au cœur de Louis Malle – Le docteur Charles Chevalier
- 1971 : Far from Dallas de Philippe Toledano – Jean, le journaliste
- 1972 : Aimez-vous les uns les autres... mais pas trop de Daniel Moosmann – Paul Rocca
- 1972 : L'Hôtesse de Copenhague o Christa de Jack O'Connell – André
- 1973 : La polizia e' al servizio del cittadino de R. Guerreri – Brera
- 1973 : La Gueule de l'emploi de Jacques Rouland - le couturier
- 1974 : Diálogo de Exiliados de Raúl Ruiz Pino
- 1974 : Un linceul n'a pas de poches de Jean-Pierre Mocky – Laurence
- 1974 : Trop c'est trop de Didier Kaminka
- 1977 : La Discorde de Georges Franju
- 1977 : Nous irons tous au paradis d'Yves Robert – Bastien
- 1977 : La Vocation suspendue de Raúl Ruiz Pino – Malagrida
- 1977 : L'Honorable Société d'Anielle Weinberger – Max de Marcilly
- 1977 : Espace zéro ou La Part du rêve de Monique Demaine
- 1979 : Arrête de ramer, t'attaques la falaise ! de Michel Caputo – Le colonel Don Gomez
- 1980 : L'Œil du maître de Stéphane Kurc – Samuel
- 1980 : Signé Furax de Marc Simenon – M. Broutechoux
- 1981 : Sezona mira u Parizu - film inèdit de Predrag Golubović
- 1982 : Guy de Maupassant de Michel Drach – Gustave de Maupassant
- 1982 : La Nuit de Varennes d'Ettore Scola – M. de Wendel
- 1984 : Les Enfants de Marguerite Duras – Enrico
- 1984 : Killing cars (Der Erlkönig) de Michael Verhoeven – Kellerman
- 1985 : Un delitto de Salvatore Nocita
- 1986 : Via Monte Napoleone de Carlo Vanzina
- 1987 : Dandin de Roger Planchon – M. de Sotenville
- 1987 : La vie est un long fleuve tranquille d'Étienne Chatiliez – Le docteur Mavial
- 1988 : Sécurité publique de Gabriel Benattar – Martino Morando
- 1988 : Itinéraire d'un enfant gâté de Claude Lelouch – Pierrot Duvivier
- 1990 : Mister Frost de Philippe Setbon – Simon Scolari
- 1990 : Un type bien de Laurent Bénégui – Le docteur Avril
- 1990 : Promotion canapé de Didier Kaminka
- 1991 : Les Secrets professionnels du docteur Apfelglück d'Alessandro Capone (co-réalisation), sketch : « La Chandelle » – Roland
- 1991 : Mauvaise fille de Régis Franc – Fernand
- 1992 : Les Eaux dormantes de Jacques Tréfouël – Le docteur Nedelec
- 1992 : Coup de jeune ! de Xavier Gélin – Gaudéamus à 75 ans
- 1993 : De force avec d'autres de Simon Reggiani – L'autre lui-même
- 1993 : Roulez jeunesse ! de Jacques Fansten – Jean Moulinier
- 1993 : Les Marmottes d'Élie Chouraqui – Léo
- 1993 : Pushing the Limits de Thierry Donard – Daniel Damon
- 1994 : La Cité de la peur d'Alain Berberian – Le second projectionniste
- 1994 : Des feux mal éteints de Serge Moati – Le monsieur sur la plage
- 1994 : Les Ténors de Francis de Gueltzl
- 1995 : Fugueuses ou Une fille galante de Nadine Trintignant – Bruno
- 1995 : Fantôme avec chauffeur de Gérard Oury – Le passeur
- 1995 : Les Bidochon de Serge Korber – Le père Bidochon
- 1996 : Hommes, femmes : mode d'emploi de Claude Lelouch – Le veuf
- 1997 : Berlin Niagara ou Obsession de Peter Sehr – Xavier Fabre

Curtmetratges
- 1942 : Étoiles de demain de René Guy-Grand
- 1944 : Enquête du 58 de Jean Tedesco
- 1949 : Ulysse ou les Mauvaises Rencontres d'Alexandre Astruc
- 1951 : Vedettes sans maquillage de Jacques Guillon – Lui-même
- 1951 : Chicago-digest de Paul Paviot – Coffino
- 1952 : Torticola contre Frankensberg de Paul Paviot
- 1952 : Saint-Tropez, devoir de vacances de Paul Paviot – Narrador
- 1953 : Échos de plateaux d'Hubert Knapp et Igor Barrère
- 1957 : Un tigre sur la ville de Jean Renoir
- 1962 : Bolivar 63-29 de Serge d'Artec
- 1966 : Les Eaux vives, eaux mortes - curtmetratge documental de Gérard Renateau – Narrador
- 1966 : Avec Claude Monet -curtmetratge documental de Dominique Delouche – Narrador
- 1969 : Bruegel - curtmetratge documental de Paul Haesaerts – Narrador
- 1969 : La Nature retrouvée - curtmetratge documental de Gérard Renateau – Narrador
- 1969 : Israël, aujourd'hui - curtmetratge documental de Denys de La Patellière – Narrador
- 1979 : La Jeune Veuve de Bernard Roussan
- 1993 : Bartleby ou les Hommes au rebut de Véronique Taquin
- 1993 : Du soleil plein la tête de Patty Villiers
- 1994 : 3000 scénarios contre un virus, curtmetratge : « La Sirène », de Philippe Lioret
- 2002 : À l'abri des regards indiscrets de Ruben Alves i Hugo Gélin – Abdel-Robert

### Televisió
- 1956 : K.M.X Labrador de Alexandre Tarta
- 1964 : La confrontation d'Yves-André Hubert – Le médecin inculpé
- 1964 : Les Murs de Jean Kerchbron
- 1965 : Rien ne sert d'aimer de Guy Labourasse
- 1965 : Les Saintes Chéries[9] de Jean Becker et Maurice Delbez (première sèrie de 13 episodis) – Pierre Lagarde
- 1966 : La Morale de l'histoire de Claude Dagues
- 1967 : Un regard en arrière de Philippe Laïk
- 1968 : L'Aurore de plomb d'André Michel
- 1968 : Les Bas-fonds de Jean-Paul Carrère – L'actor
- 1968 : Les Saintes Chéries de Jean Becker (seconde sèrie de 13 episodis) – Pierre Lagarde
- 1969 : Agathe ou les Mains vides de Pierre Cardinal
- 1970 : Les Saintes Chéries de Jean Becker (tercera temporada de 13 episodis) – Pierre Lagarde
- 1971 : La Fuite de Philippe Joulia
- 1971 : Un enfant dans la ville de Pierre Sisser – Gustave, le barman
- 1971 : Arsène Lupin sèrie de Marcello Baldi i Jean-Louis Colmant, episodi « Le bouchon de cristal » de Jean-Pierre Decourt – Daubecq
- 1972 : Une femme qui a le cœur trop petit d'Alain Dhénaut – Olivier
- 1972 : Vassa Geleznova de Pierre Badel – Prokior
- 1973 : Le Double Assassinat de la rue Morgue de Jacques Nahum – Dupin
- 1974 : Quai de l'étrangleur de Boramy Tioulong – Garcia
- 1974 : Tovaritch de François Villiers
- 1976 : La Jalousie de Raymond Rouleau – Albert Blondel
- 1976 : Bonjour Paris sèrie de Joseph Drimal 30 episodis – M. Cottrey
- 1977 : C'est arrivé à Paris de François Villiers – L'amant
- 1978 : Schwüle Tage, telefilm allemand de Hajo Gies – El pare
- 1978 : Louis XI ou La naissance d'un roi d'Alexandre Astruc – Carles VII
- 1978 : La Discorde de Georges Franju – Bernard
- 1978 : Ciné-roman de Serge Moati – Maréchaux
- 1978 : Le Scénario de François Chatel – D'Anthac
- 1978 : La Vocation suspendue de Raúl Ruiz Pino
- 1979 : Monsieur Masure de Jean Cohen – Claude Masure
- 1979 : C'est à c't'heure là que tu rentres de Bernard Deflandre
- 1980 : Les Filles d'Adam d'Éric Le Hung – M. Adam
- 1980 : Tarendol - feuilleton de Louis Grospierre – Bazalo
- 1980 : Les Dames de cœur de Paul Siegrist, episodi « Sacré Monstre » – René Valio, dit Valério
- 1980 : L'École du mensonge d'Yves-André Hubert
- 1981 : Martine Verdier, sèrie de Bernard Toublanc-Michel
- 1981 : Conversations dans le Loir-et-Cher d'Yvon Gérault – Civilis
- 1982 : Les Enquêtes du commissaire Maigret de Louis Grospierre (sèrie de televisió), episodi : Maigret et le Clochard – el Dr François Keller (le clochard)
- 1984 : Progetto Atlantide, telefilm italià de Gianni Serra
- 1984 : Un delitto, telefilm italià de Salvatore Nocita
- 1985 : Olga e i suoi figli, telefilm italià de Salvatore Nocita
- 1985 : La Robe mauve de Valentine de Patrick Bureau
- 1986 : Le Tiroir secret - sèrie en 6 episodis d'Édouard Molinaro, Roger Gillioz, Michel Boisrond et Nadine Trintignant : Jean-Pierre Jolivet
- 1987 : Question de géographie de Alexandre Tarta
- 1987 : Pétition de Jean-Louis Comolli – Stanek
- 1987 : Marc et Sophie sèrie de Didier Albert i Christophe Andrei (1987-1991) : Edmond, le père de Sophie
- 1987 : Das Erbe der Guldenburgs de Géro Erhardt, Jurgen Goslar – Grégor Baschkurin
- 1989 : L'Été de tous les chagrins de Serge Moati – Papy
- 1989 : Condorcet de Michel Soutter – D'Alembert
- 1989 : Olympe de nos amours de Serge Moati – Le supérieur
- 1989 : Si Guitry m'était conté : L'École des mensonges d'Yves-André Hubert
- 1987 : Si Guitry m'était conté : Les Desseins de la providence d'Yves-André Hubert
- 1990 : Formule 1 - sèrie de Nardo Castillo et Paul Planchon – Joseph Sainclair
- 1991 : L'Amérique en otage, telefilm américain de Kevin Connor – Le Shah d'Iran
- 1991 : Archibald, sèrie en 13 episodis de Jean-François Claire et Mariana Evstutieva – Archibald
- 1991 : Crimes et Jardins de Jean-Paul Salomé
- 1994 : L'Évanouie de Jacqueline Veuve – Daniel
- 1994 : Warrior spirit – John Ball
- 1994- 1996 : Madame le Proviseur de José Pinheiro – Charles (5 episodis)
- 1995 : Charlotte et Léa de Jean-Claude Sussfeld – Charles Vaudreuil'
- 1995 : Maigret et la Vente à la bougie de Pierre Granier-Deferre – Le père Nicolas
- : Adventures of smoke bellow / Chercheurs d'or de Marc Simenon – Wildwater Bill
- 1996 : Chasseurs de loups, chasseurs d'or de René Manzor
- 1996 : Les Faux Médicaments : Pilules mortelles d'Alain-Michel Blanc – Le professeur Delaroche
- 1996 : Une famille formidable (temporada 3) - sèrie - de Joël Santoni – Edouard Beaumont
- 1997 : Une femme d'action de Didier Albert – Charles
- 1997 : Entre terre et mer de Hervé Baslé – Narrador
- 1998 : Les Marmottes de Jean-Denis Robert et Daniel Vigne – Léo
- 2000 : Balla Ganget - Ève et Adam, telefilm suédois de Catti Edfeldt – Badvakten

### Director
- 1952 : Les Dents longues (també guionista i actor)

### Documentals
- 1967 : Cinéma de notre temps : Jacques Becker - documental de Claude de Givray – testimoni
- 1976 : Chantons sous l'Occupation d'André Halimi - testimoni
- 1977 : À perte de vie : Jacques Prévert - Documental - de Georges Ferraro – testimoni
- 1997 : Cannes : Les 400 coups -Documental- de Gilles Nadeau – Lui-même
- 1999 : Simone, documental de Serge Kahn, testimoni
- 2002 : Louis Jouvet ou l'Amour du théâtre - Documental - de Jean-Claude Lallias i Jean-Noël Roy – testimoni
- 2002 : Louis de Funès, la comédie humaine - Documental - de Philippe Azoulay – testimoni